# Live in Japan 2002
Live in Japan 2002 – pierwszy album koncertowy Simple Plan, z utworami nagranymi na żywo podczas trasy zespołu po Japonii.

## Lista utworów
1. You Don't Mean Anything (Live) – 3:50
2. The Worst Day Ever (Live) – 4:53
3. Grow Up (Live) – 4:16
4. American Jesus (Live) – 3:58
5. I'm Just a Kid (Live) – 5:06
6. Addicted – 3:58
7. Vacation – 2:32
8. Surrender – 2:58